# 許梓桑古厝
許梓桑古厝位於臺灣基隆市仁愛區，正式名稱為「慶餘堂」，是日治時期曾擔任基隆街長與臺北州協議會員等職的許梓桑之故居。2004年3月1日以「許梓桑古厝」之名公告為基隆市歷史建築，目前因年久失修與風化侵蝕等因素，僅餘牆面。

## 沿革
許梓桑古厝的原屋主許梓桑是基隆當地知名士紳、實業家，除擔任公職參與地方事務外，也在基隆詩壇占有一席之地。他與顏雲年往來甚密，亦曾參加顏雲年在大正三年（1914年）於「環鏡樓」召開的第一次全臺詩人聯吟大會。此外基隆的大同吟社，也推選他擔任社長。
許梓桑原本是住在基隆市區，但在明治末期因為住家變成築港地，明治四十二年（1909年）搬到「新店街八番地」，直到昭和六年（1931年）才在「少將山」上興建這棟慶餘堂，後方築有「逎園」。
二次大戰期間，許梓桑家族為避美軍空襲，搬離此居。許梓桑本人於戰後不久即過世。戰後，則陸續有族人與難民在此暫居。然而，1960年代左右，許家後代的產權問題逐漸惡化，以致許宅被遺棄為「三不管地帶」，荒廢數十年。
其間，鄰近的社區工作者李正仁（旭石田社區工場）曾與陳慶鐘建築師事務所合作，進行探勘，作出《許梓桑古厝報告書》一冊。但由於該宅產權過於複雜，公部門仍無介入處理。古宅逐漸雜草叢生、堆積垃圾。
直至2014年八月起，由在地年輕人如基隆青年陣線於此蹲點，發起週邊區域清潔活動，並利用該地點，於此舉辦多場社區、文化活動，推廣許宅為基隆隱藏文化景點，吸引媒體報導。「許梓桑古厝」因此漸恢復其原貌，也開始受到遊客注意，鄰近婚紗業者也多次在此取景，成為婚攝景點之一。
遊客前來遊覽時請留意週遭環境，因有地板破損，有從二樓跌落至一樓的危險性，務必小心自身安全。

## 建築設計
許梓桑古厝樓高兩層，二樓採傳統三合院的佈局，建築細部則融入西洋建築的裝飾，至於建材則使用TR磚。

### 圖片

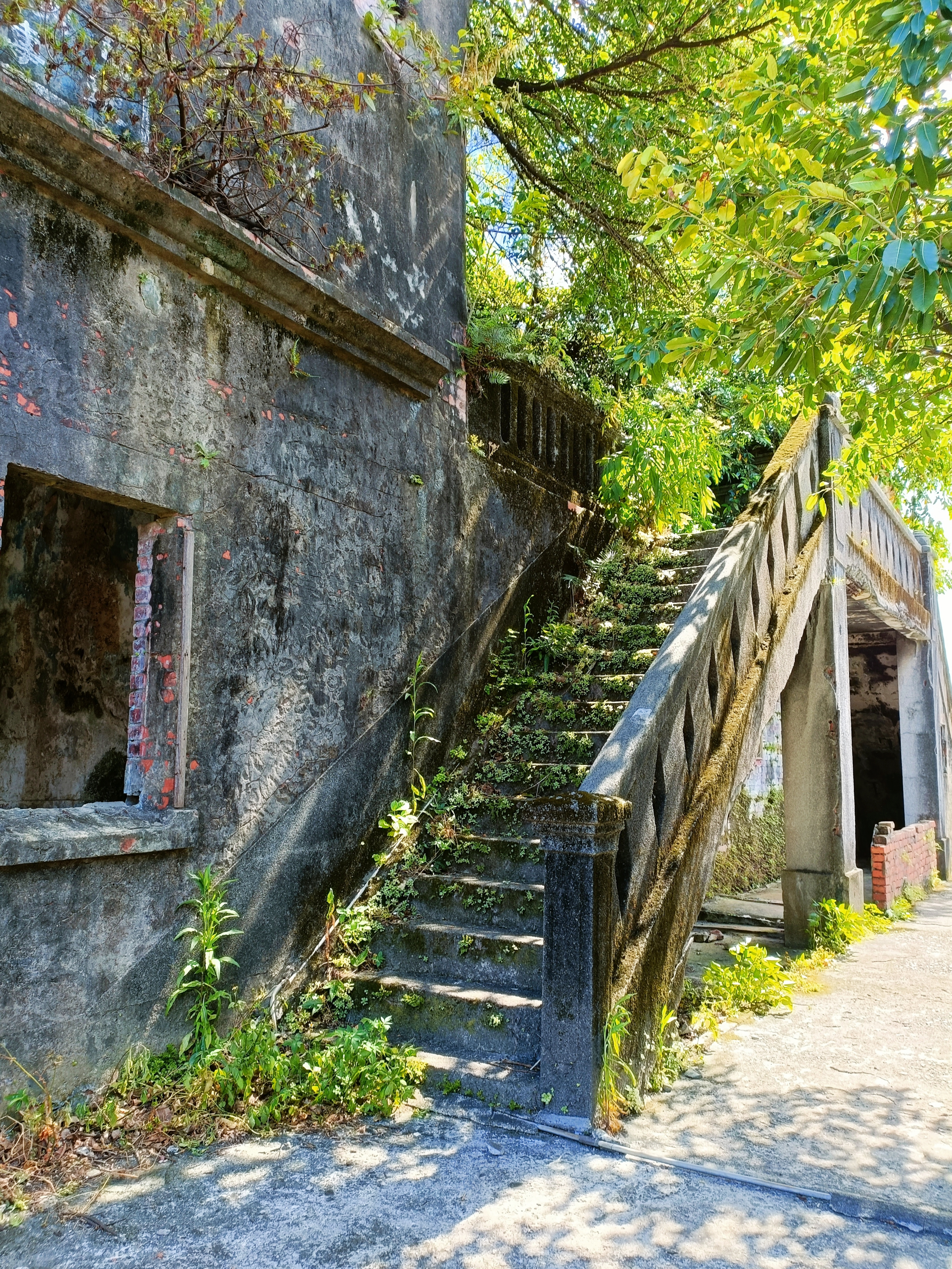
許梓桑古厝一樓處階梯
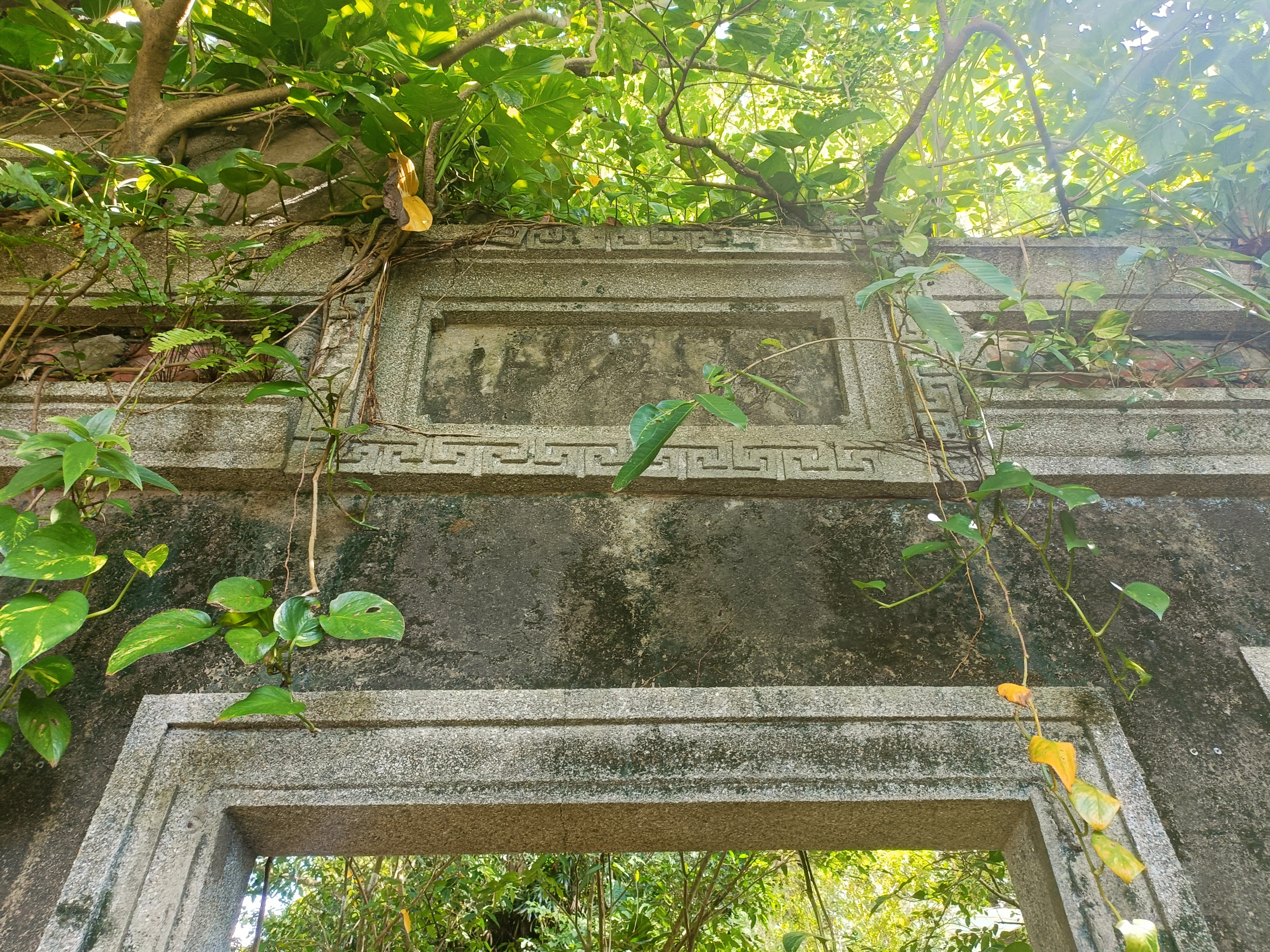
許梓桑古厝門額
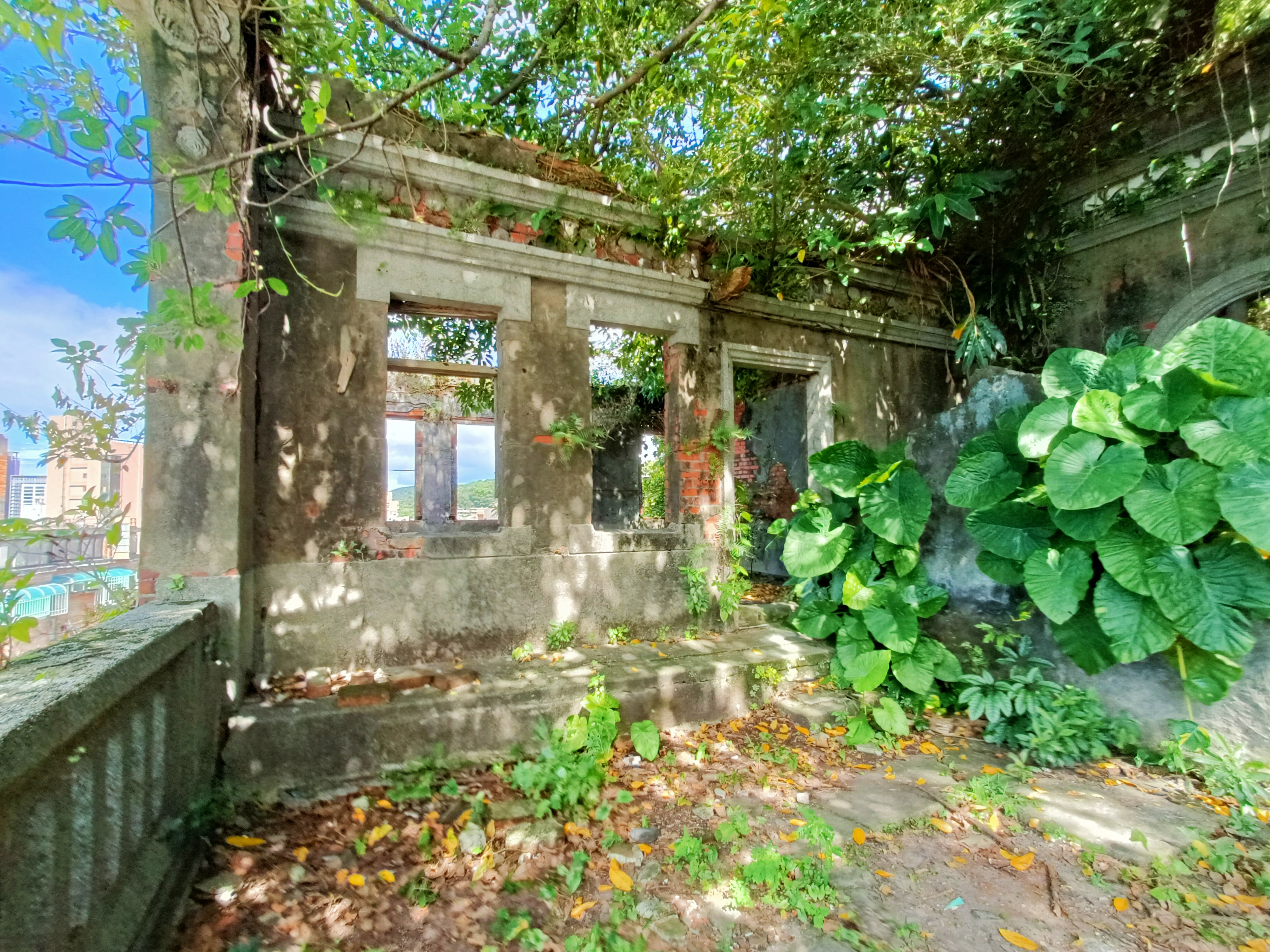
許梓桑古厝正面
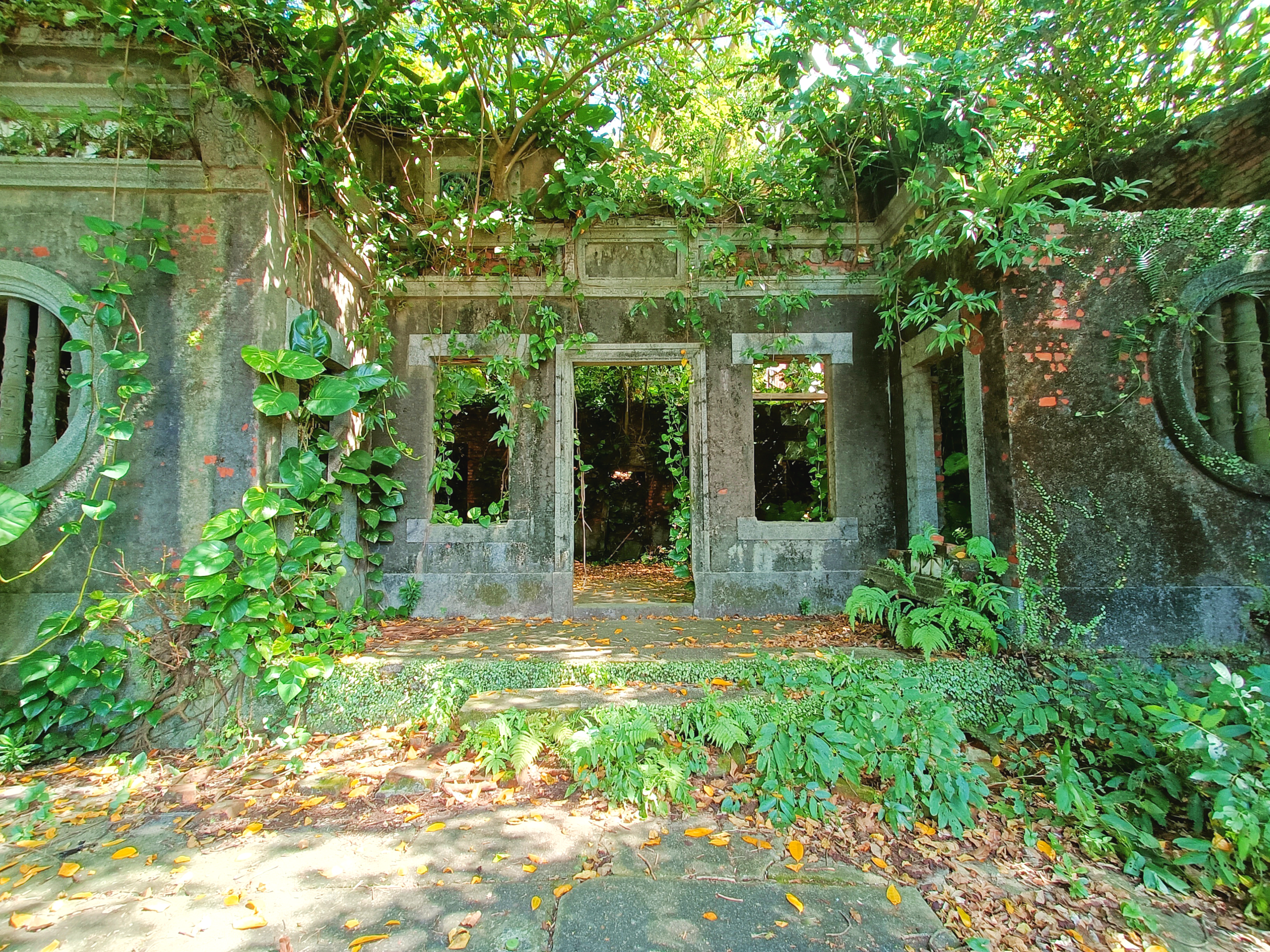
許梓桑古厝右護龍

## 外部連結
- 國家文化資產網：許梓桑古厝 （页面存档备份，存于）
- 許梓桑古厝計畫工作站, 基隆市仁愛區愛四路2巷15號, Taipei (2021) （页面存档备份，存于）